# جمعية مارتا

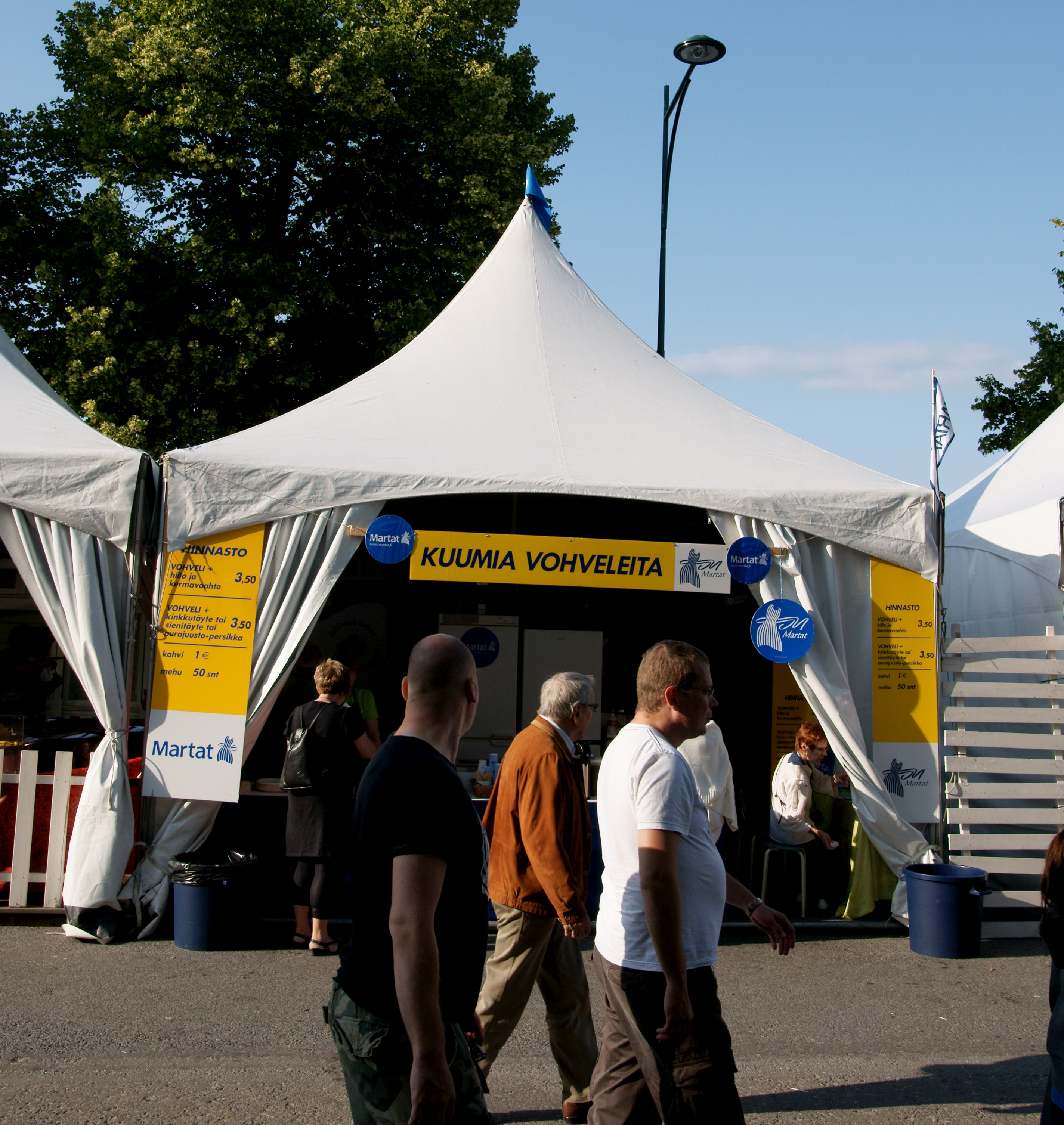
Marttojen myyntikoju Jazzkadulla vuonna 2009.

جمعية مارتا (بالفنلندية : Marttaliitto ، بالسويدية : Martharörelsen) منظمة فنلندية أسستها لوسينا هاغمان في عام 1899. و تعرف الجمعية أنشطتها بأن : "جمعية مارتا هي منظمة مدنية تقدم المشورة في الاقتصاد المنزلي، وذلك بهدف تعزيز الرعاية الاجتماعية في المنازل والعائلات، وتوفير لأعضاءها أنشطة وإمكانيات متنوعة للتأثير على المجتمع."